# Stéphanie des Horts
Stéphanie des Horts est une romancière française, née le 29 janvier 1965 à Tours.

## Biographie
Elle est membre du Prix des Hussards, et du Prix du Titre.

## Œuvres
- La Scandaleuse Histoire de Penny Parker-Jones, Paris, Éditions Ramsay, 2008, 253 p.  (ISBN 978-2-84114-973-5)[3]
- La Panthère. Le Fabuleux Roman de Jeanne Toussaint, joaillière des rois], Paris, Éditions J.-C. Lattès, 2010, 305 p.  (ISBN 978-2-7096-3346-8)[4],[5]
- La Splendeur des Charteris, Paris, Éditions Albin Michel, 2011, 227 p.  (ISBN 978-2-226-20834-7)[6],[7]
- Le Diable de Radcliffe Hall, Paris, Éditions Albin Michel, 2012, 295 p.  (ISBN 978-2-226-23851-1)[8]
- Le Secret de Rita H., Paris, Éditions Albin Michel, 2013  (ISBN 978-2-226-24844-2)[9],[10],[11]
- Le Bal du Siècle, Paris, Éditions Albin Michel, 2015  (ISBN 978-2226317162)
- Pamela, Paris, Éditions Albin Michel, 2017  (ISBN 978-2-226-39592-4)
- Les sœurs Livanos, Éditions Albin Michel, 2018  (ISBN 978-2226403155)
- Jackie et Lee, Éditions Albin Michel, 2020  (ISBN 978-222644428-8)
- Les Heureux du Monde, Éditions Albin Michel, 2021  (ISBN 978-2-226-45908-4)
- Doris. Le Secret de Churchill', Éditions Albin Michel, 2022  (ISBN 978-2-226-47186-4)
- Passions d'écrivaines, Plon, 2022  (ISBN 9782259310819)
- Cynthia, Éditions Albin Michel, 2023  (ISBN 978-2-226-47747-7)[12]
- Carolyn et John, Editions Albin Michel, 2024  (ISBN 978-2-226-47748-4)

## Distinctions
2024 : Trophée de la Biographie Gonzague Saint-Bris pour "Carolyn et John"